# 3398 Stättmayer
3398 Stättmayer este un asteroid din centura principală, descoperit pe 10 august 1978, de Hans-Emil Schuster.